# Пиза (округ)
Округ Пиза (итал. Provincia di Pisa) је округ у оквиру покрајине Тоскана у средишњој Италији. Седиште округа и највеће градско насеље је истоимени град Пиза.
Површина округа је 2.444 km², а број становника 394.101 (2008. године).

## Природне одлике
Округ Пиза се налази у средишњем делу државе и на западу Тоскане. Округ је у северозападном делу приморски и пружа се уз Тиренско море. Даље од мора прво се пружа равничарска област уз доњи ток реке Арно, махом заузимајући северни део округа. У јужном половини налази се брдска област са типичним тосканским пејзажом (виногради и маслињаци). 

## Становништво
По последњим проценама из 2008. године у округу Пиза живи преко 390.000 становника. Густина насељености је велика, око 160 ст/км², што је попут покрајинског просека. Међутим, Густина насељености је велика само у деловима у северним деловима округа, који су приморски и равничарски.
Поред претежног италијанског становништва у округу живе и одређени број досељеника из свих делова света.

## Општине и насеља
У округу Пиза постоји 39 општина (итал. Comuni).
Најважније градско насеље и седиште округа је град Пиза (87.000 ст.) у северозападном делу округа, а други по значају и величини је град Касина (42.000 ст.) у северном делу округа.